# Hussa z Bernicji
Hussa z Bernicji – władca średniowiecznego anglosaskiego królestwa Bernicji.
Imię Hussy oraz to, że panował po Frithuwaldzie a przed Etelfrydem znane są z anonimowej listy władców Nortumbrii, powstałej w roku 737. To jedyne źródło informacji na temat tego władcy. Również lata jego rządów 585-593 są umowne.